# ناحیه اوینگ، شهرستان بون، آرکانزاس
ناحیه اوینگ، شهرستان بون، آرکانزاس (به انگلیسی: Ewing Township) یک منطقهٔ مسکونی در ایالات متحده آمریکا است که در شهرستان بونی، آرکانزاس واقع شده‌است. ناحیه اوینگ ۴۵۸ نفر جمعیت دارد.